# Brave1
Brave1 est une plateforme du gouvernement ukrainien lancée le 26 avril 2023, visant à rassembler des entreprises innovantes ayant des idées et des développements pouvant être utilisés dans la défense de l’Ukraine.
Son principe est d’utiliser des idées inventives et les compétences des citoyens pour créer tout ce qui aidera l’Ukraine à infliger des pertes à l’ennemi et/ou à éviter les pertes et les blessures parmi ses propres forces.

## Financement
Un financement initial de 100 millions de hryvnias (environ 2,7 millions de dollars) a été fourni au lancement. Le budget pour 2024 est de 1,5 milliard de hryvnias (39 millions de dollars).

## Objectif et mode de fonctionnement
Brave1 prévoit de réunir des experts capables de transformer des idées et des prototypes en armes opérationnelles pouvant être utilisées par les forces armées ukrainiennes en quelques semaines, plutôt qu’en quelques mois ou années. Le ministère de la Défense, le ministère des Industries stratégiques, le ministère de l’Économie, le Conseil national de sécurité et de défense, l’état-major général des forces armées et le ministère de la Transformation numérique sont tous impliqués dans Brave1, les idées étant examinées par toutes les parties intéressées qui attribuent ensuite une note de priorité à l’idée, la priorité absolue donne une voie rapide immédiate à la certification.
Brave1 est dirigé par Nataliia Kushnerska, directrice de l’exploitation, et met en relation les inventeurs avec les concepteurs, les scientifiques, les fabricants et le personnel militaire clé.
Les lignes de travail comprennent :
- Plateforme : réunir les acteurs de l’industrie en un seul endroit ;
- Investissement : fournir des subventions aux développements prioritaires pour les besoins de sécurité et de défense ;
- Inventer : recherche de solutions efficaces aux problèmes déterminés par les forces de sécurité et de défense ;
- Présentation : offrir aux innovations une publicité maximale parmi les forces armées ;
- Boosting : soutenir les projets prioritaires

### Efficacité de la plateforme
En août 2023, sur environ 200 projets ayant fait l’objet d’essais militaires, 15 projets avaient reçu un financement et 15 autres étaient sur le point de recevoir un financement, chacun recevant environ 15 à 20000 dollars.
En septembre 2023, Brave1 a fait une présentation lors du premier Forum international des industries de défense (DFNC1) qui s’est tenu à Kiev, auquel ont participé 252 entreprises de 30 pays. Elle a organisé une table ronde animée par le directeur de l’exploitation de Brave1.
D’ici octobre 2023, 57 projets couvrant des domaines tels que les véhicules aériens sans pilote (UAV) ou drones, les véhicules terrestres sans pilote (UGV), les véhicules sous-marins sans équipage (UUV) et les navires de surface sans équipage (USV) parmi les systèmes robotiques, les centres de connaissance de la situation, l’intelligence artificielle, la cybersécurité, les systèmes de communication et les données satellitaires ont reçu un financement de 1 million de dollars par le biais de Brave1. 294 projets ont été classés comme prioritaires et environ 1000 entreprises sont connectées à la plateforme, notamment des designers, des fabricants et des sociétés de financement,. En novembre 2023, le total est passé à 780 demandes, avec 420 approbations et 84 subventions d’une valeur de 1,53 million de dollars. En décembre, le nombre de demandes est passé à 877, le nombre total de subventions à 135 et les fonds alloués s’élèvent à 2,35 millions de dollars.

## Technologies innovantes sélectionnées par Brave1

### Guerre électronique (EW)
- Himera Tech a conçu et testé sur le champ de bataille des combinés radio personnels résistants au brouillage à l’aide d’un système de cryptage, contrôlés à l’aide d’une application pour téléphone portable[10],[11].
- Power Kit fabrique des blocs d’alimentation pour recharger l’équipement électronique utilisé par les soldats utilisant des cigarettes électroniques jetables[10].
- ETER est un ensemble mobile de systèmes de détection électronique, conçus à la fois pour identifier les signaux ennemis et donner la direction de ces signaux, permettant ainsi de connaître l’emplacement des émetteurs de guerre électronique ennemis et le point de lancement des drones[12],[13].
- Un système nommé Griselda visait à collecter des informations de renseignement chaotiques, puis à traiter, enrichir, analyser et transmettre les informations cohérentes qui en résultent, à l’aide de la technologie de l’IA[14].
- Piranha AVD 360 est un système électronique conçu pour protéger les véhicules blindés des attaques de drones en créant une zone, jusqu’à 600 m autour du petit appareil, à l’intérieur de laquelle les drones ne peuvent pas recevoir de signaux de commande, les systèmes de navigation par satellite étant également perturbés[15].
- Un détecteur de drones a été développé par Kseonics Technology qui détecte la fréquence des drones[16].
- Le système AD Counter FPV est un sac à dos portable de 3 kg qui produit un bruit blanc dans une gamme de fréquences pour bloquer le contrôle des drones FPV (vue à la première personne) avec un rayon de 250 m lorsque l’opérateur du drone est à 3 km[17].

### Équipement
- La mise au point d’une « cape d’invisibilité » aide les soldats de première ligne, en particulier les tireurs d'élite et les forces spéciales. La cape, tout en étant camouflée et imperméable, a la capacité de bloquer le rayonnement thermique, rendant la personne invisible à l’imagerie thermique[18].
- Roues blindées conçues pour les pneus de véhicules légers, un insert qui permet de conduire le véhicule même après que la roue a été endommagée ou que le pneu a été crevé en transformant le pneu en roulage à plat[19].

### Médical
- Les concepteurs du logiciel Anima ont créé un progiciel d’aide au diagnostic de la dépression, de l’anxiété et du stress à l’aide d’une caméra surveillant les mouvements oculaires pour détecter les réactions lorsque des images sont montrées au patient[10].

### Sécurité et renseignement
- Kolossal est une plate-forme de collecte de renseignement d'origine sources ouvertes (OSINT) a été créée par DeepstateUA pour collecter et traiter de très grandes quantités de données OSINT et les transformer en informations simples et compréhensibles[20].

### Véhicules aériens sans pilote (UAV)
S’appuyant sur le travail déjà entrepris par United24 pour collecter des fonds afin de fournir des drones à l’armée des drones, Brave1 cherche à fabriquer en Ukraine des drones adaptés à une utilisation en première ligne.
- Le drone de reconnaissance Saker UAV peut utiliser la détection de cibles par l’intelligence artificielle (IA), y compris le camouflage, avec transmission automatique des coordonnées des cibles, travaillant dans des zones où la guerre électronique défensive russe bloque les drones normaux. Il a été approuvé en septembre 2023[21],[22].
- Drones Airlogix pour la surveillance en mode autonome et les communications cryptées avec protection contre les interférences de signaux[23],[24].
- Drone de reconnaissance Mini Shark produit par Ukrspecsystems avec une durée de vol de 2 heures et un rayon d'action de 35 km, utilisé pour la détection de cibles à l’aide d’une caméra optique-électronique à zoom 10x[25].
- Le drone de reconnaissance Sirko de Skyassist, d’une portée de 65 km et offrant la possibilité de diffuser des vidéos à 25 km de l’opérateur, permet de localiser puis de corriger les tirs sur les cibles. Le Sirko-2 a une portée accrue de 140 km permettant une correction de tir à distance[26].
- Le drone détecteur de mines ST-1 recherche de manière autonome les mines et travaille en moyenne quatre fois plus vite qu’un humain, avec un capteur pour éviter les objets et permettre au drone de voler à des niveaux très bas[27].
- Drone d’attaque Backfire, conçu pour être très résistant aux mesures de guerre électronique russe avec une portée de 35 km. À titre de test, il a été utilisé 50 fois avec succès dans les conditions du champ de bataille pour attaquer l’artillerie, les centres de commandement et les dépôts de munitions. Il a réussi le test et est entré en production de masse[28]
- Drone poseur de mines terrestres Yaschyr, d’une portée opérationnelle de 3 km, conçu pour poser des mines au sol[29].

### Véhicules terrestres sans pilote (UGV)
- Le THeMIS de Milrem Robotics, un véhicule sans pilote d’évacuation sanitaire, est conçu pour recueillir une victime à partir d’une position avancée où une ambulance normale courrait trop de risques pour l’équipage. Le véhicule à chenilles est contrôlé à distance[30].
- L’une des premières idées d’applications, le Liout 2.0, un robot blindé à roues et contrôlé à distance. Il est capable de manœuvrer et dispose d’un système de ciblage automatique et d’une caméra orientable à 360 degrés. Il peut tirer sur l’ennemi avec sa mitrailleuse de char, ce qui signifie que l’opérateur est capable d’infliger des dégâts à l’ennemi en restant à distance de sécurité. La priorité lui a été donnée et, en deux mois, les premiers modèles fonctionnels ont été testés en première ligne[3].
- Temerland teste une « chenille de fer » qui utilise un véhicule robotisé équipé d’un rouleau d’activation de mines jetable bon marché comme forme d’activateur de mines tout terrain[31].
- Le Ratel S a été conçu pour permettre une frappe précise à une distance de sécurité. C’est un petit robot à roues rapide qui transporte une mine antichar ou une bombe et qui peut être dirigé contre une fortification ou un véhicule ennemi jusqu’à 6 km de distance. L’explosion est commandée à distance[32]. Le véhicule peut également être utilisé pour transporter vers les lignes de front jusqu’à 100 kg de munitions. Il a une vitesse de pointe de 24 km/h et grimpe des obstacles de 25 cm de haut[33]. Le 2 avril 2024, les forces ukrainiennes ont affirmé avoir fait exploser, à l’aide d’un Ratel S, un pont que les Russes utilisaient pour la logistique à Ivanivske près de Bakhmout[34].
- SkyLabUA a construit le robot Sirko-S qui a des utilisations universelles. Il peut être contrôlé à distance pour transporter 200 kg de fournitures sur la ligne de front et revenir avec un blessé si nécessaire. Équipé de caméras thermiques pour faciliter les déplacements nocturnes, le véhicule coûte environ 8000 $[35].
- Robot terrestre universel D-21-11 capable de transporter des unités de fret détachables[36].
- Robot terrestre statique D-11 utilisant la base du D-21-11 avec une tourelle de mitrailleuse[13].
- Le véhicule de livraison de fret Volta-E, de 90 cm x 110 cm x 40 cm, peut transporter 300 kg mais il est recommandé de ne pas dépasser 100 à 150kg maximum. Il peut se déplacer sur 12 km sur une seule recharge électrique. L’engin à chenilles est radiocommandé[29].
- Démineur sur chenilles Partner-VS, conçu pour poser une charge de déminage linéaire à travers un champ de mines, la charge explosant ensuite pour dégager un passage[29].

### Véhicules sous-marins sans pilote (UUV)
- Un drone maritime appelé Toloka TLK-150 est un petit sous-marin robotique de 2,5 m de long, avec des propulseurs jumeaux montés sur des stabilisateurs en forme d’aile. Conçu comme un drone unidirectionnel, sous forme de prototype en mai 2023, il est maintenant en service et équipé d’une ogive antichar hautement explosive (HEAT). Disposant d’une portée d’environ 100 km et d’une charge utile de 20 à 50 kg, le drone se déplace juste sous la surface. Il peut être utilisé comme un drone suicide ou pour la collecte de renseignements[37],[38],[39].
- Des plans existent pour le Toloka TLK-400, qui est long de 4 à 6 m, toujours avec 2 propulseurs, une portée de plus de 700 milles marins et une charge utile de 1100 livres[40],[39].
- Le Toloka TLK-1000 est prévu pour une longueur de 4 à 12 m avec 4 propulseurs, une portée de plus de 1200 milles et une charge utile de 11000 livres[40],[37],[39].

### Armes
- Développée par devDroid, l’arme TGP comprend une tourelle télécommandée qui utilise l’IA pour détecter et engager l’ennemi. Lorsqu’il est placé dans une tranchée, le système attend que quelque chose bouge, puis il identifie, traque et engage l’ennemi en se soulevant, avant de se rétracter hors de vue. Le droïde est entraîné à reconnaître les ennemis et dispose d’un opérateur à distance qui n’est pas nécessaire pour contrôler le tir[41].
- Le ShaBlya de Roboneers est un système télécommandé d’ouverture du feu. Il est conçu pour être installé sur des véhicules UGV et des objets, tels que des postes avancés de sentinelle, et est contrôlé à distance[42].